# Barbara Maix

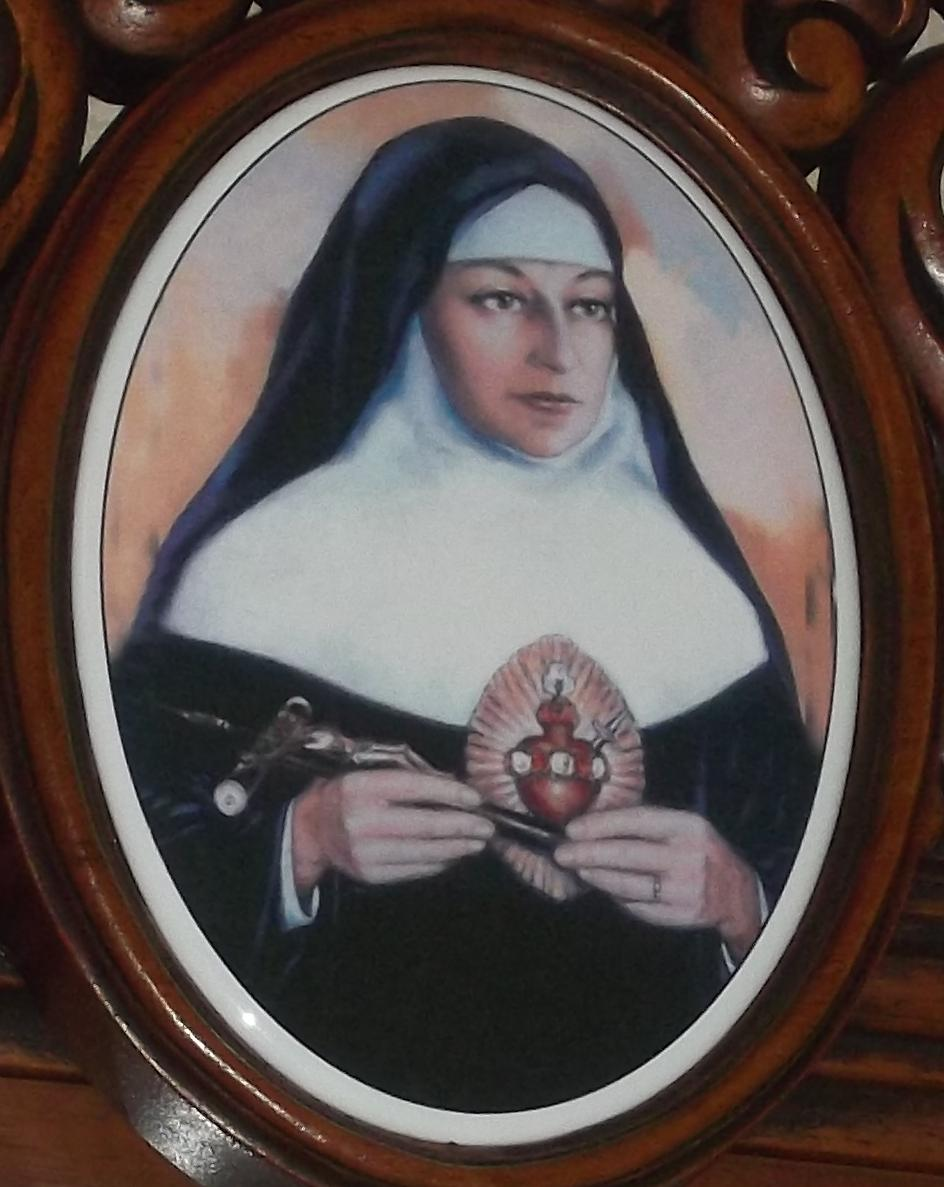

Barbara Maix, María Bárbara de la Santísima Trinidad (Viena, 27 de junio de 1818-Catumbi, 17 de marzo de 1873) fue una religiosa católica austríaca fundadora de las Hermanas del Inmaculado Corazón de María beatificada por el papa Benedicto XVI en 2010.

## Biografía
Su padre era chambelán del archiduque Francisco Carlos de Austria en el Palacio de Schönbrunn. 
Desde su niñez, sufría problemas asmáticos y cardíacos. A los catorce años, comenzó a trabajar cocinando en Palacio de Schönbrunn, y con quince años quedó huérfana.
Por la predicación de sacerdotes redentoristas, comprendió las necesidades sociales de Viena, y fundó una pensión y un instituto en esta ciudad en 1843.
Durante las revoluciones de 1848, Barbara Maix y 21 compañeras, fueron expulsadas de Austria, quisieron establecerse en Norteamérica, pero terminaron en Brasil, desembarcando en Río de Janeiro el 9 de noviembre de 1848 y fundando la casa madre de su orden en Porto Alegre el 8 de mayo de 1849, donde acogían a pobres, enfermos y abandonados.
El 31 de diciembre de 1870, dejó Porto Alegre y se estableció en Río de Janeiro para abrir una escuela de huérfanos.
Falleció en 1873 en Río y sus restos descansan en la Capilla de San Rafael en Porto Alegre desde 1957.